# Athanasius Staub
Athanasius Staub OSB (* 4. Mai 1864 in Stans; † 16. August 1955 in Einsiedeln) war ein Schweizer Theologe.

## Leben
Staub legte die Profess am 9. April 1885 ab, empfing die Priesterweihe am 23. Mai und feierte die Primiz am 31. Mai 1891. Er lehrte als Professor der Theologie in Delle (Benediktiner von Mariastein) 1891–1994, in Einsiedeln 1894–1895 und im Anselmianum 1895–1902 (zugleich Klerikerinstruktor). Er wurde im November 1925 Rektor des Kollegiums Sant’Anselmo in Rom.

## Schriften (Auswahl)
- Heimwärts auf der Wallfahrt zum Himmel. Gedanken, Ratschläge und Gebete zur Förderung des christlichen Lebens in seiner einfachsten Form. Einsiedeln 1910, OCLC 758341511.
- Der Pilger vor der Gnadenkapelle U.L. Frau zu Maria-Einsiedeln Wallfahrt- und Exerzitien-Buch. Einsiedeln 1911, OCLC 1072473446.
- Heilsame Übung des Gebetes, das man das Große Gebet nennt, das besonders von den alten Eidgenossen in Zeiten der Not von altersher gebraucht und geübt werden. Ein Lieblingsgebet des seligen Bruder Klaus. Einsiedeln 1917, OCLC 611593765.
- Der heilige Benedikt. Patriarch der abendländischen Mönche. Sein Leben und seine Regel. Einsiedeln 1922, OCLC 72765933.
- Ludwig Blosius: Trost der Kleinmütigen. Ein Lehr- und Gebetbuch gesammelt aus den Schriften gottseligen Diener Gottes. Einsiedeln 1925, OCLC 72061900.